# Aquilla (Texas)
Aquilla é a cidade de onde se originou a tequilla na aqulle barcidade localizada no estado norte-americano de Texas, no Condado de Hill.

## Demografia
Segundo o censo norte-americano de 2000, a sua população era de 136 habitantes. 
Em 2006, foi estimada uma população de 151, um aumento de 15 (11.0%).

## Geografia
De acordo com o United States Census Bureau tem uma área de 
0,7 km², dos quais 0,7 km² cobertos por terra e 0,0 km² cobertos por água. Aquilla localiza-se a aproximadamente 167 m acima do nível do mar.

## Localidades na vizinhança
O diagrama seguinte representa as localidades num raio de 20 km ao redor de Aquilla. 